# Germeh (Verwaltungsbezirk)
Germeh (persisch شهرستان گرمه) ist ein Schahrestan in der Provinz Nord-Chorasan im Iran. Er enthält die Stadt Germeh, welche die Hauptstadt des Verwaltungsbezirks ist. 

## Demografie
Bei der Volkszählung 2016 betrug die Einwohnerzahl des Schahrestan 25.475. Die Alphabetisierung lag bei 88 Prozent der Bevölkerung. Knapp 78 Prozent der Bevölkerung lebten in urbanen Regionen.
| Zensusjahr | Einwohnerzahl |
| ---------- | ------------- |
| 2011       | 24.599        |
| 2016       | 25.475        |